# Marian Kow
Marian Kow es músico, compositor y Director de Radio y Televisión. Nació en Villa Ángela, Chaco el 31 de mayo de 1986 y actualmente vive en Capital Federal, Buenos Aires.

## Biografía

### Infancia
Marian Kow nació el 31 de mayo de 1986 en Villa Ángela, Chaco. Desde pequeño estuvo rodeado de música ya que sus padres cantaban y tocaban la guitarra y el acordeón. Como vivía en un pueblo pequeño donde no había accesibilidad para estudiar música, su madre fue la responsable de enseñarle las notas "la,re y mi" en la guitarra y a partir de ello, gracias a su talento musical fue aprendiendo a sacar por su cuenta los diferentes acordes.
Tenía armada una batería con latas de diferentes productos, hasta que a los trece años pudo tener una batería de verdad. Hasta el año 2000 ejecutaba sólo ese instrumento en la iglesia y a partir de ello comenzó a tocar la guitarra en diferentes proyectos musicales y en 2005 se lanzó a cantar.

### Carrera
En 2009, con 22 años fue a estudiar a Buenos Aires la carrera de Producción y Dirección de Radio y Televisión lo cual le abrió nuevas puertas hacia la música. Luego de haber formado parte de varios proyectos musicales, se lanzó como solista a principios del 2012 con su primer disco CUS (Cumpliendo Un Sueño). Este fue grabado de manera independiente y en una Productora Audiovisual  propia. CUS cuenta con dos videoclips, el primero es de No te veo y el segundo de Es amor.

## Discografía
IALP - Ir A Lo Profundo (2018)
- 1-Te puedo ver
- 2-Tienes el control
- 3-Te necesito más
- 4-Llévame
- 5-Tengo paz

- Marian Kow CUS (2013)

Lista de canciones
- 1-Es amor
- 2-Soñaremos
- 3-No te veo
- 4-Tan fácil, tan difícil
- 5-Te extraño
- 6-Somos dos
- 7-Es que
- 8-Voy a regresar
- 9-Hay que correr
- 10-Te amo
- 11-Solo
- 12-Sigo aquí
- 13-No te veo (Versión acústica)
- 14-Es amor (Versión acústica)